# Dragon Saga
Драконика — MMORPG, созданная Корейской компанией Barunson Interactive, (ныне Gravity Games) в 2009 году. 24 декабря 2012 года закрылся русскоязычный сервер игры. С 2009 по 2011 год признавалась[кем?] лучшей экшен MMORPG.

## Об игре
Драконика — своеобразная смесь экшена и аркады в онлайн мире, в котором существует множество скиллов для прокачки персонажа различными способами. Игровые локации выполнены с применением нескольких слоев, таким образом, обычный сайдскроллер кажется более объемным, нелинейным и разнообразным. На вид Драконика кажется казуальной, как внешне, так и жанрово, но это не совсем так. В игре масса экшен-элементов (например, комбо), рассчитанных на ловких игроков, не признающих простое кликанье по иконкам. Игра трехмерная, графика яркая, свободный выбор персонажей — это необычно для сайдскроллера. Персонажи сделаны «милыми», их модели высоко детализированы. В Драконике приятная музыка, написанная знаменитым азиатским композитором Ли Бьонг Ву, который обычно пишет саундтреки для кинофильмов. В игре реализована смена времен года — в Драконике есть зима, весна, лето и осень, которые влияют не только на изменение внешнего вида локаций, но и на вероятность найти в игре тех или иных монстров и предметы.
Игра снабжена руткитом nProtect GameGuard, что приводит к проблемам с запуском игры.

## Классы
В начале игры игрокам предоставляется возможность выбрать одну из двух рас, а после, в зависимости от выбранной расы, один из двух или четырёх основных классов. Впоследствии, повышая уровень игрок достигает новых возможностей с большим количеством способностей и навыков. Начальные классы включают в себя воина, вора, лучника, мага, адепта и бойца. У каждого класса есть своё профессиональное дерево, согласно которому игроки могут распределять очки умений, получаемые при получении следующего уровня, приобретая новые навыки или совершенствуя существующие, а ещё присутствуют эволюции.
Воин — класс, ориентируемый на ближний бой. Игра за этот класс, главным образом, направлена на выполнение различных воздушных комбинаций, приводящих врагов в неподвижное или ослабленное состояние. В группах воин принимает роль «танка», не давая врагам достигнуть средних линий, где располагаются целители. Против боссов воин часто принимает на себя главный удар, в то время как другие классы наносят основной урон. Впоследствии класс воина может стать гладиатором (впоследствии спартанцем и чемпионом) или рыцарем (впоследствии паладином и стражем).
Класс вора использует быстрые нападения и комбинации, чтобы уничтожать большие группы врагов. Вор использует когти и как воин находится на переднем фронте атаки, нанося урон и ослабляя соперников. В группе вор использует нападение со спины. Они специализируются на скорости, чтобы уничтожить врагов как можно быстрее. Класс вора может стать или шутом (впоследствии арлекином и джокером) или ассасином (впоследствии ниндзей и фантомом).
Класс лучника владеет луками и арбалетами. Они располагаются в средней линии атаки между целителями и классами ближнего боя. Как правило они спамят одной кнопкой, чтобы держать врага в воздухе. Хотя их сила атаки менее сильна чем у воинов, их скорость передвижения и атаки очень большая. Лучники могут стать или охотником (впоследствии следопытом и разведчиком) или стрелком (впоследствии снайпером и штурмовиком).
Маг представляет собой класс заклинателя. Маг располагается на задней линии фронта в линиях фронта и атакует соперников своими заклинаниями, а также исцеляет себя и союзников. В группах маг полезен тем, что может исцелять других игроков и наносить урон на расстоянии своими разрушительными заклинаниями. Маги могут стать чародеями (впоследствии архимагами и еретиками) или служителями (впоследствии жрецами и епископами).
Адепт использует темную магию. Способен призывать фамильяров, которые сами атакуют противников, защищают хозяина и исцеляют его ранения. Свято верит в своё особое предназначение и посвящает жизнь поиску священных реликвий своего племени.
Бойцы великолепно натренированы. Они владеют приемами казурианской школы боевых искусств, не склонны к дипломатии и предпочитают идти к цели напролом. Защита своего племени — вот смысл их существования. Ради победы в бою Бойцы даже готовы возродиться после своей смерти!
Для того чтобы выбрать класс Адепт или Боец, у вас уже должен быть любой другой персонаж 20 уровня — только в этом случае будут доступны эти два класса.

## История мира Драконики

### Смерть повелителя Драконов
Давным-давно, люди, эльфы, дварфы, орки и драконы яростно сражались друг против друга на стороне добрых и злых богов. Но, со временем, и те, и другие поняли, что им не суждено победить. Тогда драконы и лидеры остальных армий заключили соглашение и поклялись хранить мир. Так было, пока не погиб последний Повелитель драконов, хранитель божественных артефактов, которые даровали мощь пяти стихий и вечную жизнь.
Потерять свой титул Повелитель драконов мог лишь по собственному желанию и с одним условием: следующий Повелитель избирается немедленно. Со временем двадцать седьмой Повелитель драконов по имени Виверн почувствовал, что вскоре ему придется передать власть преемнику. Своим наследником он планировал сделать командира Первой гвардии — Декода. О решении Повелителя узнал командир Второй гвардии — Эльга. Он рассердился и стал ждать той ночи, когда взойдет чёрная луна — именно тогда его сила достигала предела. Эльга дождался своего часа и напал на Виверна из засады. Повелитель погиб, но перед самой смертью, из последних сил, он отправил артефакты в другой мир. Так они ускользнули прямо из-под носа командира Второй гвардии. Из-за Эльги, командира Второй гвардии, началась война между драконами, в которую были втянуты старые и новые союзники.

### Путешествие Эльги в мир людей
Через тысячу лет после заключения мирного соглашения, люди вновь столкнулись с драконами. В поисках артефактов в мир людей ворвался жаждавший абсолютной власти Эльга со своей армией. В это же время о предательстве и смерти Повелителя драконов стало известно Декоду. Он немедленно бросился за убийцей, чтобы покарать за совершенное преступление. Появление подкрепления стало чудом для защитников мира людей, но даже этого было недостаточно, чтобы остановить Эльгу и его последователей. Соратников предателя было слишком много, а пятеро из них были куда сильнее, чем любой дракон Первой гвардии.

### Избранные
С начала времен существовали элементали — воплощения стихий, скрывающиеся в Божественной пятерке артефактов. Огненный элементаль Вулканус, водный элементаль Тритон, древесный элементаль Агато, металлический элементаль Горгон и земной элементаль Геб — все они делились своей мощью с Повелителем драконов. Элементали изначально принадлежали богам, которые собирали их в течение долгих веков, наполненных войнами и раздорами. Затем артефакты оказались у драконов, которые оберегали священные реликвии и передавали их только самому достойному. Освобожденные после смерти Виверна элементали сами начали поиск нового господина. В мире людей воплощения стихий выбрали себе по одному герою:
- Гладиатор Скипи стал наследником воли огня;
- Белый маг Миринэ познал свободу воды;
- Лучник Пармир почувствовал жизненную силу деревьев;
- Чёрная волшебница Фарис покорила силу металла;
- Вор Белкан постиг терпение земли.

Пятеро людей оказались потомками великих героев древней войны. Совместно с командиром Первой гвардии им удалось остановить Эльгу и заточить его в тюрьму, которую называли Камерой теней. Все думали, что главная проблема решена.

### Отступница
В конце концов Эльга потерпел поражение и был заперт в тюрьме в мире людей. Сотни метров тяжёлых цепей и десятки магических игл, воткнутых в его тело, удерживали его в тюрьме, лишая сил. Но однажды Фарис — воплощение элементаля металла — освободила Эльгу с одним условием: дракон отдаст своё сердце Фарис, тем самым даруя ей бессмертие и вечную молодость. Выполнив все условия сделки, однако, Эльга не получил свободу, но он не сильно был расстроен, ибо сила артефакта металла, которая была заключена в Фарис рано или поздно перешла бы под контроль Эльги.
Прошло несколько месяцев и колдунья бесследно исчезла из мира людей…

### Освобождение Эльги
Прошла целая тысяча лет, герои, которых избрали элементали стихий умерли, и артефактам потребовались новые Избранные. Закладывая Город Пяти Героев, люди запечатали артефакты в камне, чтобы никто не смог к ним прикоснуться — до тех пор, пока не найдётся законный хозяин элементалей.
Но внезапно Фарис снова появилась в мире людей и наконец освободила пленённого дракона: тьма, привнесённая в её душу вместе с сердцем Эльги, полностью поглотила волшебницу — теперь она верная слуга дракона. После освобождения, Эльге понадобилось некоторое время, чтобы восстановить свои силы, Фарис же не сидела на месте: она взяла на себя обязательство оповестить других драконов об освобождении их вожака и собрать армию для повторного нападения на мир людей. С этих событий и начинается последнее установленное на российском сервере обновление «Месть Фарис».

## Обновления

### Месть Фарис
Месть Фарис — первое масштабное обновление Драконики. Эта модернизация принесла в мир Драконики уйму нововведений например : Режим Защиты(F6), Битвы за Эмпорий, рулетку, дома, карты монстров, подземелья, макросы, новые навыки и профессии, свадьбы.
Обновление Месть Фарис было разделено на 4 части. Вот более полный список изменений:

#### Месть Фарис — Часть Первая
- Все стартовые города объединены в один.
- Изменились карты Порта Ветров и Либры.
- Появились новые локации, в том числе новый город — Лунный берег, находящийся между Портом Ветров и Либрой.
- На всех локациях появились телепортационные башни, позволяющие перемещаться между игровыми зонами за небольшую плату.
- Новые задания ждут игроков на вывеске «Разыскиваются!», у распорядителя гильдий и у Охотника Джи, который также появился в Порту Ветров.
- Часть доспеха у ювелира можно получить за максимальную оценку на Тропе Войны.

#### Месть Фарис — Часть Вторая
- Максимальный уровень увеличен до 70.
- В игре появилась возможность получить четвертую профессию.
- Действие различных умений изменено для улучшения игрового баланса.
- Уклонение у любого персонажа зафиксировано на 30 %.
- На Тропах Войны для средних и высоких уровней появился Режим Защиты.
- Каждый канал оптимизирован для игроков определённого уровня. Если пользователь воспользуется советом и начнет играть на рекомендованном канале, то персонаж получит дополнительные очки опыта.

#### Месть Фарис — Часть Третья
- В игре появилась система гильдейских битв — Эмпорий.
- Открыта система PvP-рейтингов.
- Самые опытные бойцы могут попробовать свои силы в новом PvP-режиме «Арена».

#### Месть Фарис — Часть Четвёртая
- Максимальный уровень увеличен до 75.
- Теперь персонажи могут вступить в брак, пройдя через цепочку увлекательных заданий.
- Любой игрок теперь может купить себе дом и обставить его по своему вкусу.
- В игре появилось множество новых костюмов.
- Открыто огромное подземелье для высокоуровневых игроков — Дракос, где можно убить саму Фарис.

### Ледяной Континент
Ледяной континент — игровая территория для высокоуровневых игроков. Добавленный новые подземелья для низкоуровневых игроков : Подземные усыпальницы, Башня призраков, Волчье логово.
После выхода дополнения обновлена система классовых умений: появится шесть новых навыков, а баланс уже знакомых способностей претерпит значительные изменения. Битвы между игроками (PvP) и сражения с монстрами (PvE) стали ещё интереснее и динамичнее.
Опробовать навыки можно в новом тактическом режиме(F7), где героям c помощью специальных оборонительных башен предстоит защищать от монстров особый кристалл.

### Секреты ремесла
В игре появились навыки, которые позволяют игрокам собирать определённые виды ресурсов, перерабатывать их и использовать для улучшения экипировки.
Навыки делятся на три группы в зависимости от вида деятельности — добыча, переработка и мастерство. Игроки могут изучить горное дело или рыболовство, отложить привычное оружие и взяться за инструменты — топоры, пилы, тяпки, удочки и кирки. Собранные ресурсы пригодятся для улучшения оружия и доспехов, а также окажутся отличным материалом для изготовления сундуков и предметов для совершенствования оружия и доспехов.

#### Дополнение к Секретам мастерства
В Ветряном поместье появились новые НИП: помощник Джером, помощник Роми и старьёвщица Бесси. А в Оделии теперь живёт повар Бартис. Открылась лавка Бесси (Ветряное поместье) — отныне за новые ресурсы, добываемые в поместье: малек (рыбалка), кусок руды (горное дело), молодой листочек (косьба), сухая ветка (рубка леса), можно получить эликсиры, увеличивающие различные характеристики персонажа. Добавлены три мирные профессии (спорое дело): мгновенная готовка, простое ремесло, извлечение магической силы. Мгновенная готовка создает витамины и магические книги, увеличивающие показатели основных параметров, простое ремесло — защитные комплекты, увеличивающие показатели защиты, а извлечение магической силы — капсулы стихий, увеличивающие бонусные параметры стихий персонажа.
Появилась способность преобразования предметов типа «Проч.»: двойным нажатием кнопки активируется необходимый навык.

### Возрождение
Глобальное обновление «Возрождение» — это многочисленные улучшения в сеттинге и новые возможности.
Игроков ждет множество захватывающих приключений, которые они могут испытать в новом амплуа: одним из основных нововведений являются раса Драканы и классы Адепт и Боец. Ветераны, не изменяющие старым добрым персонажам, несомненно, будут рады повышению максимального уровня прокачки персонажа до 80 уровня.
Веселые и неунывающие герои отправятся в только что открытые отважными исследователями локации Вершина мира и Казура. Добраться до неизведанных мест они смогут на ездовых питомцах. Облачившись в новую броню и взяв в руки новое оружие, воителям предстоит померяться силами со страшными боссами: Чокнутым Калигоном, Заро, Каршарпом и не только. И, конечно, всем будут доступны новые задания и навыки, а также ремесло для 71-80 уровней.
Новая система прохождения троп войны, изменённый баланс навыков, улучшенная карта мира также ждут игроков в обновлении «Возрождение».
Появилась абсолютно новая локация — Подземелье Эльги. Как следует из её названия, у этой местности есть свой хозяин — могучий чёрный дракон Эльга, справиться с которым будет ой как непросто! Но если получится, то тебя ждет щедрая награда — броня и оружие Повелителя чёрного дракона!

#### История Драканов
Жители деревни казура — драканы — были творением древнего бога Эйра, который на досуге баловался селекцией и в итоге довольно успешно соединил собственную плоть с яйцом дракона. Первый дракан, дитя истока, получился так себе — драконья кровь слишком бурно кипела в жилах и злоба раздирала его изнутри. Осерчав, Эйр разбил душу первородного дракана на семь частей и запечатал её осколки в драгоценные камни — так появились Священные реликвии драканов. А затем производство у Эйра и вовсе наладилось — драканы стали гораздо симпатичнее и добрее, придумали правила поведения и боевые искусства, а потом и религию. Суть их верований состояла в том, что драканы должны охранять священные реликвии, а для этого неустанно тренировать дух и тело. Так появились непобедимые воины и всезнающие жрецы, разбирающиеся в колдовстве, ядах и магии призыва.
Никто никогда бы и не узнал о поселении, замкнутом в мире собственных представлений, если бы не Данку. Старик знал толк в древних артефактах и чудных предметах, а его торговля на чёрном рынке шла настолько бойко, что некоторые предметы порой попадали и в мир людей. Люди, впрочем, ничего не смыслили в драканской магии, так что либо окончательно ломали предметы в надежде докопаться до сути, либо продавали диковинки другим любопытным. Данку остро нуждался в расширении рынка и, чтобы громко заявить миру о драканах, не придумал ничего лучше, чем пробудить первую попавшуюся из священных реликвий. Темная душа, Аканаи, выбрался из реликвии и та, оскверненная, уже не могла вновь поглотить его энергию. В бессильной попытке очистить реликвию погибает жрица Янаи — хранительница реликвии света.
Всплеск темной энергии был огромен, и Фарис не могла не заметить его. Она поняла, что с такой энергией Эльга быстро наберет свою силу и вернет себе прежнюю мощь. Она выкрала остальные реликвии.
Казура не знала такого горя. Старейшина племени, великий мудрец Тарубу решает, что настала пора объединить отвагу людей и знания драканов перед лицом единой опасности. Так было создано Братство реликвий. Его миссия направилась в Порт Ветров для переговоров с Братством дракона. Жрецы — хранители реликвий — также отправляются на поиски в мир людей. Они чувствуют тонкую связь с украденными реликвиями и надеются, что смогут направить других воинов по верному пути.
Возможно, вся эта затея была с самого начала обречена на провал, если бы не случайность, которая могла показаться незначительной. В тот вечер, когда Данку пробудил Аканаи, жрица Янаи была не одна в Храме Света. С ней был спутник — юный дракан, которому удалось спастись. И вот эта маленькая деталь в корне изменила все дальнейшие события.

### Новая легенда
Итак, с выходом обновления «Новая легенда» в «Драконике» произошло много изменений. Расскажем сначала о самых важных из них.
Во-первых, введена цепочка комбо. Теперь, комбинируя атаки X и Z, можно нанести больше урона противникам. При этом цепочки комбо для классов различаются. Далее, в игре был изменён вид настроек входа на тропу войны (появилось простое, нормальное и сложное прохождение). В-третьих, произошли изменения, касающиеся графики «Драконики» — клиент был оптимизирован, появились дополнительные разрешения. Теперь мир любимой игры ещё больше сверкает и радует глаз яркими красками!
Другие изменения:
Была изменена локация «Оделия».
На мини-карту добавлены указатели НИПов мастера магии духа, кузнеца, торговца брони, торговки зельями, торговки питомцами и башни телепорта.
В списке локаций у башни телепортации теперь указывается место, где находится персонаж.
На тропу войны можно попасть с любой части локации (достаточно нажать на кнопку под малой картой).
При получении уровня можно сразу открыть таблицу навыков (для этого нужно кликнуть левой кнопкой мыши по своему уровню).
Локация «Ветряные равнины» сокращена. Монстры на карте отсутствуют.
У классов Воин и Вор убрана усиленная атака (Z).
Почту можно открыть, нажав на конверт у малой карты.
Изменена система входа в подземелье — указываются необходимые для входа задания, ключевые боссы, минимальный уровень для посещения карты.
Убрана локация «Шелковый берег».
Добавлены комплекты бижутерии для персонажей низких уровней.
При получении профессии теперь показывается мини-ролик.
Перейти в раздел достижений можно проще — открыв U —> Достижения.
При попадании под большинство механизмов/лазеров/кратеров/статуй в подземельях персонаж получает урон и больше не падает.
Добавлен графический/звуковой эффект при низком здоровье персонажа.
Выход из игры через верхнюю панель управления теперь требует подтверждения.
Вместо Тайного свитка воровской малины теперь выпадает Тайный свиток ветряных равнин.
Из каждого подземелья можно найти выход — достаточно нажать на кнопку справа сверху.
Увеличены шансы выпадения редких предметов в подземельях.
Изменены уровни для заданий приключений и героических заданий.
Изменены классовые баффы в PvP.

## Подземелья

### Волчье Логово
Подземелье для низкоуровневых игроков.
Свирепые хищники Сикки и Хесс со своей стаей голодных волков устроили своё логово рядом с дорогой в Порт Ветров и терроризируют паломников . Если у вас есть герой 15 или 20 уровня, помогите несчастным жителям. Поговорите с наемником Томасом на Хребте Предателя и отправляйтесь к Волчьему логову.
В игре два подземелья «Волчье логово». Одно доступно с 15 уровня и расположено на Холме Бури, другое доступно с 20 уровня и расположено на Холме Стенаний.

### Подземные Усыпальницы
В игре два подземелья Подземные усыпальницы. Оба они находятся в Лунном берегу и доступны персонажам 30 и 35 уровня.
Обитатели Подземных усыпальниц раньше не беспокоили жителей Лунного берега, но с недавних пор со стороны склепа доносятся странные звуки, которые мешают спать могильщику Лариэлю.

### Башня призраков
В Башне призраков колдунья Фарис проводит древние ритуалы и пытается оживить своих верных слуг для дальнейшей войны. Тщательно подготовьтесь к походу: коридоры надежно защищены опасными ловушками, а злобные духи и призраки готовы разорвать на части непрошеных гостей. Вход в башню расположен в Храме Пармира. Стоящий рядом со входом ювелир Эдвард выдает рецепты для создания оружия Тьмы с помощью предметов, выпадающих в башне.

### Канализация
Канализация Порта Ветров скрывает от посторонних глах лабораторию Доктора Фаррелла. Не спешите заходить внутрь, пока на вашей голове не будет одет противогаз — в канализации ядовитые пары, отнимающие здоровье вашего персонажа. Первый этаж также пересекают ямы с ядовитыми веществами. Все, что нужно — аккуратно продвигаться к выходу. Падение в одну из ям нанесёт гораздо больший урон здоровью, чем пропущенные удары от противника. В конце игрок найдет длинную лестницу на следующий этаж.
На втором этаже ядовитые газы уже не действуют, а вас ждет встреча с первыми двумя минибоссами — волком Мутягой и Трубной Мэри. У них надо забрать Ключ огня и Деревянный ключ.
На третьем этаже расставлены ловушки в виде опускающихся сверху досок с шипами и перемещающихся платформ. Здесь вас ждет бой с минибоссом Староста Какату, у которого надо забрать Ключ воды.
На четвёртом этаже игрок должен победить ещё одного минибосса — Франкенсвина Ниф-Ниф и получить Ключ Земли.
Пятый этаж напичкан лазерами, через которые пробраться не так то просто. На этом этаже вас ждет бой с Бритоголовым Гиббоном за Железный Ключ.
В конце пятого этажа находится дверь в лабораторию Фаррелла. Сам доктор Фаррелл хоть и окружен охраной и имеет на вооружении лазеры, довольно неповоротлив.
В награду за завершенное приключение персонаж может получить: перчатки Фаррела, ремень Фаррела, адреналиновую капсулу Фарелла, а также Драгоценный камень Фаррелла.

### Храм Воды
О храме игроки впервые услышат от Винсента: хитрый дворецкий оставит весьма странную записку на доске объявлений, а суть дела объяснит только при личной встрече. Но если герой не достиг 27 уровня или пока не получил первую профессию, от путешествия в новое подземелье придется отказаться. Осторожно! За порогом Храма Воды игрока ожидают хитрые и коварные противники : иглобрюхи, бегемоты, големы, дайлы и дух воды Эндайрон.
За убийство этих диковинных чудовищ герой получит на 50 % больше опыта, чем обычно, а среди трофеев можно будет обнаружить редкое оружие и изумрудный комплект, созданный в далекие времена по заказу самого Эндайрона. Драгоценная реликвия состоит из четырёх частей: изумрудного браслета, изумрудных сережек, изумрудного кольца и изумрудного ожерелья. Браслет игрок получит за выполнение задания Винсента, а остальные предметы придется отнимать у грозного духа воды.

## Оценки
| Русскоязычные издания | Русскоязычные издания |
| Издание               | Оценка                |
| --------------------- | --------------------- |
| «Страна игр»          | 7 из 10               |

Летом 2018 года, благодаря уязвимости в защите Steam Web API, стало известно, что точное количество пользователей сервиса Steam, которые играли в игру хотя бы один раз, составляет 215 886 человек.